# Les Démons de l'aube
Pour plus de détails, voir Fiche technique et Distribution.
Les Démons de l'aube est un film français d'Yves Allégret réalisé en 1945 et sorti en 1946.

## Synopsis
Un lieutenant, à la tête d'un commando prêt à débarquer en France, retrouve parmi ses hommes un maquisard qui avait essayé de le tuer autrefois.

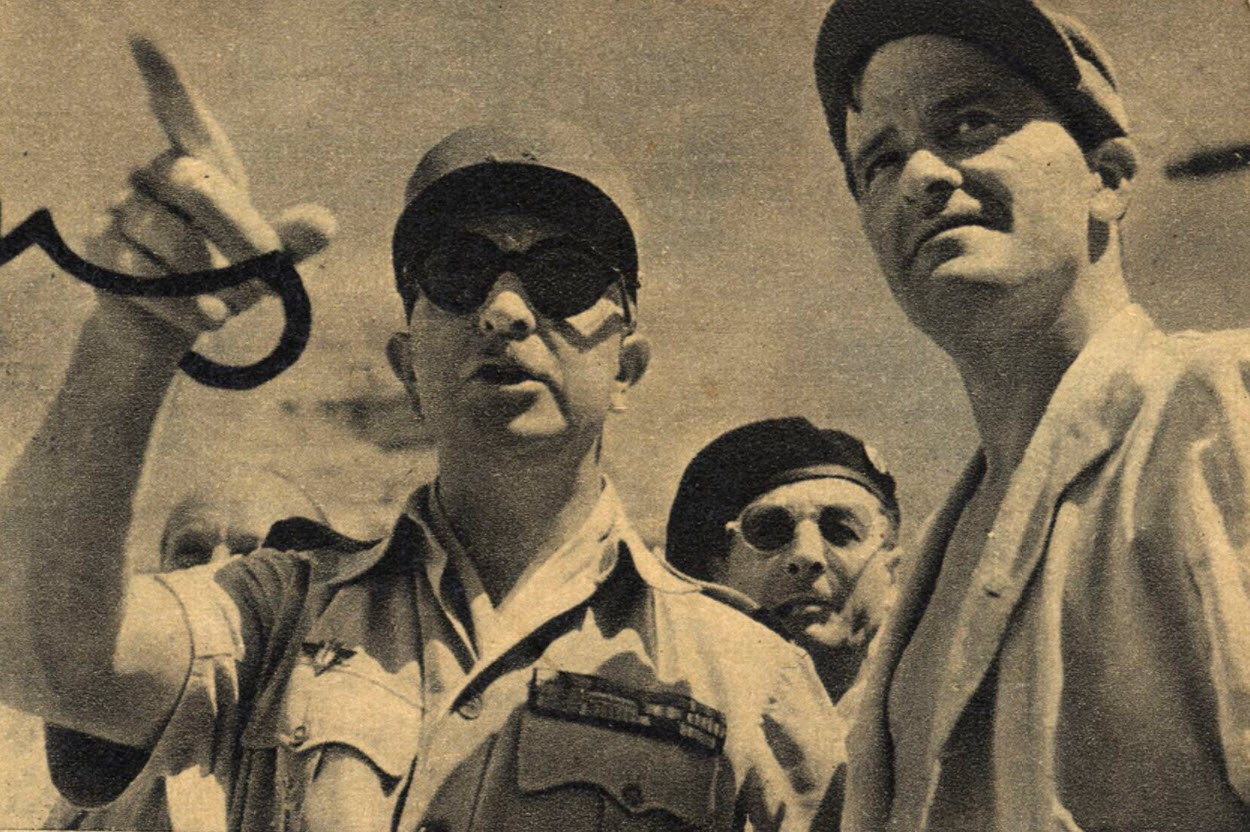
Le général Michel Malaguti donnant des conseils au réalisateur Yves Allegret lors du tournage du film.

## Fiche technique
- Titre : Les Démons de l'aube
- Réalisation : Yves Allégret, assisté de Pierre Léaud et Claude Boissol
- Scénario : Jean Ferry
- Dialogues : Maurice Aubergé
- Photographie : Jean Bourgoin
- Décors : Georges Wakhévitch
- Son :  Joseph de Bretagne
- Musique : Arthur Honegger et Arthur Hoérée
- Année de tournage : 1945
- Pays de production :  France
- Genre : Guerre; drame
- Durée : 100 minutes (1 h 40)
- Date de sortie : France - 9 avril 1946
- Affiche : Boris Grinsson (France)

## Distribution
- Georges Marchal :  lieutenant Claude Legrand
- André Valmy : Serge Duhamel
- Jacqueline Pierreux : Simone
- Jean Carmet : Durand, dit "Durandal"
- Jacques Dynam : Gauthier
- Robert Rollis : Blot
- Dominique Nohain : Simon, dit "Chouchou"
- Marcel Lupovici : Michel Courant
- Marcel Mérovée : Rousseau
- Jean Pommier  : Denis
- Jeff Racine : Gaston de Chanteloup
- Maurice Regamey : Martin
- Jacques Sommet : Jaloux
- Fernand René : le père Poilu
- Simone Signoret : Lily, la cabaretière
- Joe Davray : Fillette
- Jean-François Martial : un officier allemand
- Raymond Hermantier : un des commandos
- René Clermont : un des commandos
- Henri San Juan : un des commandos
- Claude Joseph : (non crédité)
- Marcel Trompette : un des commandos